# IJsland op het Eurovisiesongfestival 2007
IJsland nam deel aan het Eurovisiesongfestival 2007 in Helsinki, Finland. Het was de 20ste deelname van het land op het Eurovisiesongfestival. De artiest werd gekozen via de nationale voorronde Söngvakeppni Sjónvarpsins. RUV was verantwoordelijk voor de IJslandse bijdrage voor de editie van 2007.

## Selectieprocedure
Söngvakeppni Sjónvarpsins vond plaats op 17 februari 2007. Er waren eerst drie halve finales met elk 8 artiesten waarvan de top 3 doorging naar de finale.
De finalisten werden gekozen door televoting en SMS-voting.
In totaal deden er 9 artiesten mee aan deze finale en de winnaar werd gekozen door middel van televoting en SMS-voting.
Enkel de top 3 werd bekendgemaakt.

### Halve finale 1
| Volgorde | Lied                | Artiest                     | Finalist |
| -------- | ------------------- | --------------------------- | -------- |
| 1        | Blómabörn           | Bríet Sunna Valdemarsdóttir | JA       |
| 2        | Orðin komu aldrei   | Snorri Snorrason            | NEE      |
| 3        | Enginn eins og þú   | Aðalheiður Ólafsdóttir      | NEE      |
| 4        | Allt eða ekki neitt | Finnur Jóhannsson           | NEE      |
| 5        | Áfram               | Sigurjón Brink              | JA       |
| 6        | Þú gafst mér allt   | Bergþór Smári               | NEE      |
| 7        | Draumur             | Hreimur Heimisson           | NEE      |
| 8        | Húsin hafa augu     | Matthías Matthíasson        | JA       |

### Halve finale 2
| Volgorde | Lied                | Artiest               | Finalist |
| -------- | ------------------- | --------------------- | -------- |
| 1        | Ég hef fengið nóg   | Hljómsveitin Von      | NEE      |
| 2        | Dásamleg raun       | Richard Scobie        | NEE      |
| 3        | Eldur               | Friðrik Ómar          | JA       |
| 4        | Mig dreymdi         | Hera Björk            | NEE      |
| 5        | Segðu mér           | Jónsi                 | JA       |
| 6        | Eitt símtal í burtu | Guðrún Lísa           | NEE      |
| 7        | Fyrir þig           | Hjalti Ómar Ágústsson | NEE      |
| 8        | Ég les í lófa þínum | Eiríkur Hauksson      | JA       |

### Halve finale 3
| Volgorde | Lied               | Artiest                     | Finalist |
| -------- | ------------------ | --------------------------- | -------- |
| 1        | Örlagadís          | Erna Hrönn Ólafsdóttir      | NEE      |
| 2        | Villtir skuggar    | Alexander Aron Guðbjartsson | NEE      |
| 3        | Júnínótt           | Soffía Karlsdóttir          | NEE      |
| 4        | Leiðin liggur heim | Davíð Smári Harðarsson      | NEE      |
| 5        | Bjarta brosið      | Andri Bergmann              | JA       |
| 6        | Vetur              | Helgi Rafn Ingvarsson       | NEE      |
| 7        | Ég og heilinn minn | Ragnheiður Eiríksdóttir     | JA       |
| 8        | Þú tryllir mig     | Hafsteinn Þórólfsson        | JA       |

### Finale
| Volgorde | Artiest                     | Lied                | Plaats |
| -------- | --------------------------- | ------------------- | ------ |
| 1        | Friðrik Ómar                | Eldur               | 2de    |
| 2        | Ragnheiður Eiríksdóttir     | Ég Og Heilinn Minn  | -      |
| 3        | Andri Bergmann              | Bjarta Brosið       | -      |
| 4        | Eiríkur Hauksson            | Ég Les Í Lófa Þínum | 1ste   |
| 5        | Bríet Sunna Valdemarsdóttir | Blómabörn           | -      |
| 6        | Matthías Matthíasson        | Húsin Hafa Augu     | -      |
| 7        | Jónsi                       | Segðu Mér           | -      |
| 8        | Hafsteinn Þórólfsson        | Þú Tryllir Mig      | 3de    |
| 9        | Sigurjón Brink              | Áfram               | -      |

## In Helsinki
Het winnende lied werd voor het songfestival vertaald naar het Engels als Valentine lost.
Op het Eurovisiesongfestival moest IJsland aantreden als vijfde in de halve finale, na Wit-Rusland en voor Georgië. Aan het einde van de puntentelling bleek dat Hauksson op een dertiende plaats was geëindigd met 77 punten. Dit was niet genoeg om de finale te bereiken, ondanks dat hij drie keer het maximum van 12 punten ontving. Het was de derde keer op rij dat IJsland in de halve finale werd uitgeschakeld.
Nederland en België hadden geen punten over voor deze inzending.

### Gekregen punten

#### Halve Finale
| 12 punten                      | 10 punten                | 8 punten      | 7 punten | 6 punten            |
| ------------------------------ | ------------------------ | ------------- | -------- | ------------------- |
| - Finland - Noorwegen - Zweden | - Denemarken - Hongarije |               |          | - Estland - Letland |
| 5 punten                       | 4 punten                 | 3 punten      | 2 punten | 1 punt              |
| - Litouwen                     |                          | - Wit-Rusland |          | - Georgië           |

### Punten gegeven door IJsland

#### Halve Finale
Punten gegeven in de halve finale:
| 12 punten | Hongarije   |
| 10 punten | Servië      |
| 8 punten  | Denemarken  |
| 7 punten  | Noorwegen   |
| 6 punten  | Andorra     |
| 5 punten  | Letland     |
| 4 punten  | Wit-Rusland |
| 3 punten  | Turkije     |
| 2 punten  | Polen       |
| 1 punt    | Israël      |

#### Finale
Punten gegeven in de finale:
| 12 punten | Finland     |
| 10 punten | Zweden      |
| 8 punten  | Hongarije   |
| 7 punten  | Servië      |
| 6 punten  | Oekraïne    |
| 5 punten  | Griekenland |
| 4 punten  | Wit-Rusland |
| 3 punten  | Turkije     |
| 2 punten  | Duitsland   |
| 1 punt    | Rusland     |